# Bondorf (Rambruch)
Bondorf (luxemburgisch Bungerefⓘ, französisch Bigonville) ist eine Ortschaft in der Gemeinde Rambruch im Kanton Redingen im Großherzogtum Luxemburg.

## Lage
Bondorf liegt nahe der Grenze zu Belgien im Westen des Großherzogtums. Nachbarorte sind im Süden Wolwelingen und im Westen Rombach-Martelingen und auf belgischer Seite im Westen Greimelingen (Grumelange) und Martelingen (Martelange).

## Allgemeines und Geschichte
Bondorf wurde 1182 erstmals urkundlich erwähnt. Bis zum Jahr 1978 war Bondorf eine eigenständige Gemeinde und wurde dann nach Rambruch eingemeindet. Dann wurde die Gemeinde aufgelöst und Arsdorf sowie Bilsdorf nach Rambruch eingemeindet.

## Sehenswertes
- Kath. Kirche St. Quirinus von 1743, barocke Saalkirche nach Plänen von Johann-Peter Knaus
- Donatuskapelle von 1873
- Bondorfer Mühle